# Anonyx volkovi
Anonyx volkovi is een vlokreeftensoort uit de familie van de Uristidae. De wetenschappelijke naam van de soort is voor het eerst geldig gepubliceerd in 1965 door Kudrjaschov.